# INMOST
《INMOST》는 2019년 10월 「Hidden Layer Games」에서 개발하고 「처클피쉬」에서 배포한 퍼즐 플랫폼 비디오 게임으로 '어린 소녀'와 '고통을 먹고 사는 생물', '어둠의 세력에 충성을 바치는 기사'가 이끌어가는 어드벤처 스토리 게임이다.

유기적 관계인 3명의 주인공이 각각의 스토리와 플레이 방식으로 퍼즐을 풀고 적들을 자르며 세계의 구석구석을 탐험한다.
Apple의 아케이드에서 2019년 10월 11일 처음 출시되었다.
- 분위기 있는 아름답고 예술적인 픽셀의 세계.
- 각각의 고유한 플레이 방식을 가진 세 명의 주인공.
- 세계를 가로지르며 연결된 하나의 이야기.
- 적을 해치우고 함정에 빠뜨리며 퍼즐을 풀어나간다.
- 세계의 구석구석을 탐험하며 비밀의 단서를 찾아낸다.
- 음성이 지원되는 이야기들.

## 시스템 요구 사항
* 최소 요구 사항
- OS: Windows7 또는 그 이상
- 메모리: 512MB의 RAM
- 그래픽: Radeon hd 5670 또는 그 이상
- DirectX: 버전 9.0c